# La Lance de la destinée
La Lance de la destinée est une mini-série française en 6 épisodes de 52 minutes, créée par Anthony Maugendre et diffusée les 20 et 27 décembre 2008 sur M6, puis en Belgique en avril 2012 sur RTL-TVi.

## Synopsis
De nos jours, Sophia Béranger, une jeune archéologue, mène des fouilles dans une crypte et pense avoir retrouvé la trace de la fameuse lance de la destinée, la lance qui aurait percé le flanc du Christ et qui permettrait à son possesseur d'être immortel. L'histoire veut que la lance ait été perdue sous le règne de Napoléon Ier.
Mais les découvertes de la jeune femme vont attirer deux sociétés secrètes extrêmement puissantes qui veulent s'emparer de la lance. Commence alors un jeu de piste pour Sophia et ses alliés, à travers Paris et ses monuments célèbres...

## Fiche technique
- Réalisation : Dennis Berry
- Directeur de la photographie : Arthur Cloquet
- Musique : Laurent Sauvagnac
- Montage : Caroline Biggersatff
- Décors : François-Renaud Labarthe
- Son : Jean-Marcel Milan
- Effets visuels: Yoann Berger, Stephan Kot
- Tournage : à Paris en Région Centre-Val de Loire et à Vigny

## Distribution
- Hélène Seuzaret : Sofia Béranger
- Max von Thun : Erick Engel
- Jacques Weber : Jacques Béranger
- Jacques Perrin : David Lévi
- Natacha Lindinger : Cécile Béranger
- Michaël Cohen : Philippe Villedieu
- Paolo Seganti (l'acteur) / Jean-Pierre Michaël (la voix) : Peter Kenzie
- Giuseppe Soleri (l'acteur) / Patrick Mancini (la voix) : Nathan
- Serena Autieri (l'acteur) / Mélody Dubos (la voix) : Vinciane
- François Levantal : Hérard
- Jürgen Heinrich (l'acteur) / Georges Claisse (la voix) : Heinrich Engel
- Pascal Elso (l'acteur) / Werner Cock (la voix) : docteur Zuber
- Holger Handtke (l'acteur) / Jörg Stickan (la voix) : Manfred
- Laurent Krause : Hervé
- Patrick Schneider : le décrypteur
- Thaïs Fischer : Léa
- Pierre-Olivier Brändli : Jérôme Prieur
- Jean-François Garreaud : Henri Mandel
- Marie Blanchet : Tania
- Désirée Nosbusch : Marie-Claude
- Jan Oliver Schroeder : Heinrich jeune
- Céline Laudet : Leah
- Laurent Larcher : David Lévi jeune
- Clara Cheikh : Sofia / Rachel
- Quentin Grosset : Erick / Joshua
- Catherine Cyler : Suzanne Mandel
- Tiara Parker : infirmière
- Emmanuelle Lautissier : infirmière
- Marie-Christine Adam : Catherine Béranger
- Virgile Bayle : Estrada
- Simon Doniol-Valcroze : Dromard
- Michel Verdier : Chaumar
- Arthur Chazal : Erick / Joshua
- Anna Macina : docteur Delalande
- Jean-Marie Winling : Walter B
- Jean-Marc Huber : le chef de chantier
- Ludovic Berthillot : le grutier
- Fabrice Bénichou : le détenu
- Brenda Clark : femme à l'anniversaire
- Patrick Noguès : homme à l'anniversaire
- Jean-Marc Minéo : Sam
- Fabrice Simon : l'interne
- Phil Bouvard : le faux blessé
- Patrick Hamel : le chirurgien
- Julie Delafosse : infirmière
- Alain Floret : prêtre
- Vincent Grass : prêtre
- Lou Tordjman : directrice d'école